# イクチ

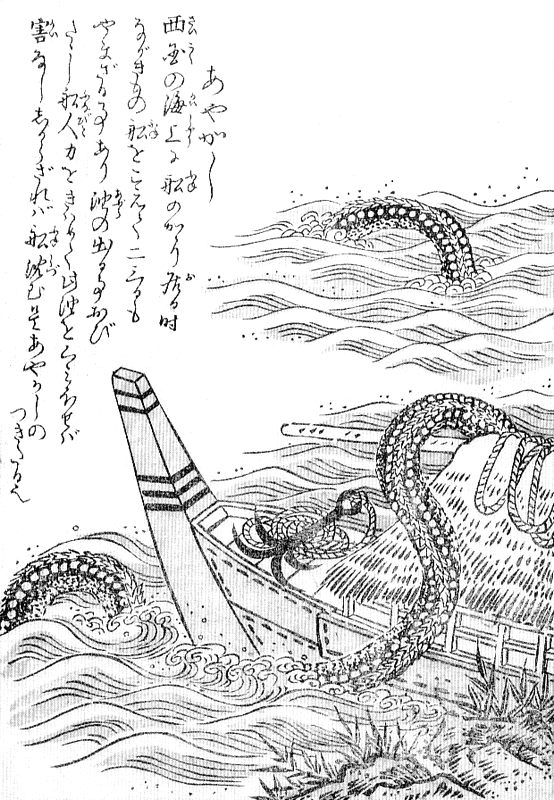
鳥山石燕『今昔百鬼拾遺』の「あやかし」。イクチに同定される。

イクチは、日本に伝わる海の妖怪。津村淙庵による『譚海』、根岸鎮衛による『耳袋』などの江戸時代の随筆に記述がある。鳥山石燕の「あやかし」画も、この妖怪を描いたものとされる。
全長はとてつもなく長く、夜になると船を乗り越えてくるが、1、2刻（あるいは2、3日）の長時間をかけてやっと船を越えおえるという。後には大量の油を残し、汲みださないと沈没するとされる。

## 譚海の記述
『譚海』によれば「ゐくち」は常陸国（現・茨城県）の沖にいた全長の長い怪魚とされる。夜のみにしか見られたためしはなく、船をよじり超えて長い時間をかけて通過してゆく。体表からは粘着質の油が大量に染み出し、乗られた船はこれを汲み取らないと沈没してしまう。油は「フノリ」状で、後には甲板はヌルヌルとなり、前にも後ろにも歩きづらくなる。
太さはさほどでもないが、体長が数百丈（100丈＝333メートル）にも及ぶため、通過するのに1、2刻（3時間弱）もかかる。

## 耳袋の記述
『耳袋』ではいくじの名で述べられており、西海や南海に時折現れ、船の舳先などに引っかかり、2,3日もそこでうごめいているとする。色がウナギのようで、体は長い。
「いくじなき」とい定句はこの「いくじ」が由来だとされている。
著者は、某人物からこの「いくじ」の小さい個体が、豆州八丈（現・東京都八丈島）の海にみつかり、それは「ウナギ状のものだが、目や口がなく、輪っかのように丸まる」と聞いている。そのことから（大型・成体）も船の舳先に垂れ下がるのではなく、実際は輪っかが丸くなり回転するのだ、との見解を述べている。

## 石燕のあやかし
鳥山石燕は『今昔百鬼拾遺』で「あやかし」の名で巨大な海蛇を描いている。その添え書きによれば、西国の海上に現れて船に乗りあがり、この「長いもの」が船を越えきるまで2、3日もかかる。おびただしい量の油を出し、船員がこれを汲み干せば大事に至らないが、それをせねば沈没するという。
描写が一致するので、これは実際はイクチの絵だと考察される。また「あやかし」という名称は大雑把な総称にすぎず、あらゆる海の怪異をさす言葉である。

## 考察
石燕による妖怪画が未確認生物(UMA)のシーサーペントと酷似していることから、イクチをシーサーペントと同一のものとする指摘もある。
怪魚ではなく、未確認の巨大なウミヘビの一種であるとの仮説もみられる。
また石燕の英訳者らは「あやかし」の「長いもの」を、一本の「巻きひげ」、すなわち触手ととらえており、頭足類の化け物（巨大タコや巨大イカ）とされる、西洋のクラーケン伝説を、江戸人が知りえて取り入れたのではないかと考察する。
また、海で溺死した人間たち（亡霊・魂）が集まったのがイクチであり、仲間を道ずれにしようとしているのだ、という俗信があるとの指摘もある。